# Ушаково (Рязанская область)
Ушаково — село в Спасском районе Рязанской области России. Входит в состав Собчаковского сельского поселения.

## География
Село находится в центральной части Рязанской области, в зоне хвойно-широколиственных лесов, при автодороге М5 и железнодорожной линии Рязань — Кустарёвка, на расстоянии примерно 20 километров (по прямой) к западу от города Спасск-Рязанский, административного центра района. Абсолютная высота — 128 метров над уровнем моря.

### Климат
Климат характеризуется как умеренно континентальный, с тёплым летом и умеренно холодной снежной зимой. Средняя температура воздуха самого холодного месяца (января) — −11,5 °C (абсолютный минимум — −42 °C); самого тёплого месяца (июля) — 19 °C (абсолютный максимум — 41 °C). Безморозный период длится около 140 дней. Среднегодовое количество осадков — 500 мм, из которых большая часть выпадает в тёплый период. Снежный покров держится в течение 135—145 дней.

### Часовой пояс
Село Ушаково, как и вся Рязанская область, находится в часовой зоне МСК (московское время). Смещение применяемого времени относительно UTC составляет +3:00.

## Население
| 2010 |
| ---- |
| 31   |

### Национальный состав
Согласно результатам переписи 2002 года, в национальной структуре населения русские составляли 100 % из 35 чел.